# Emilia Gosselin
Emilia Gosselin (ur. w 1815, zm. 22 lipca 1864 w Warszawie) – nauczycielka, autorka gramatyki języka polskiego, działaczka patriotyczna i kobieca.

## Życiorys
Córka francuskiego oficera, który w 1812 pozostał w Polsce, a następnie dyrektora stadniny rządowej w Janowie – Jana i Zofii z Braunów (zm. w 1829). Od 1831 uczyła się w pensji pani Pignon w Warszawie, potem uczyła się szyć w firmie Werner. W latach 1834–1844 pracowała jako guwernantka i nauczycielka prywatna. Od 1844 prowadziła w swym dworku w Warszawie stancję i szkołę dla córek ziemiańskich. Była także autorką gramatyki języka polskiego. Od 1840 należała do grupy Entuzjastek, utrzymywała bliskie kontakty z Narcyzą Żmichowską. W jej dworku odbywały się zebrania Entuzjastek. Wstąpiła do powiązanej z Centralizacją Towarzystwa Demokratycznego Polskiego – konspiracyjnej Organizacji kierowanej przez Edwarda Domaszewskiego a następnie Henryka Krajewskiego. W l. 1847–1848 prowadziła akcję oświatową wśród rzemieślników warszawskich. Uchodziła za autorkę kazań patriotycznych znakomitego kaznodziei, księdza Benwenuta Mańkowskiego. W latach 1848–1852 niosła pomoc więźniom politycznym w cytadeli warszawskiej, w więzieniu lubelskim i internowanym w Imbramowicach oraz ich rodzinom. M.in. prowadziła akcję zbiórki pieniężnej na rzecz Piotra Wysockiego. Od 1850 r. pozostawała pod sekretnym dozorem policji carskiej.
Współpracowała w latach 1850–1864 z tygodnikiem "Czytelnia niedzielna" redagowanym przez Aleksandrę Petrowową, a od 1861 przez Agatona Gillera. Była autorką Zasad języka polskiego wyłożone praktycznie dla dziewcząt na wzór gramatyki p. Sardou (Warszawa 1847). Była autorką utworów powieściowych publikowanych anonimowo w "Bibliotece Warszawskiej", m.in. Ułamek z pamiętnika nieboszczki (1851) oraz Życie i nauka (1852). Współpracowała także z "Tygodnikiem Ilustrowanym" w którym ogłosiła anonimowo: Kilka słów o książce Micheleta L'amour (1860), List autora uwag nad dziełem L'amour Micheleta (1861) oraz powieść pt. Opinia.
Przed wybuchem powstania styczniowego jej mieszkanie było miejscem spotkań działaczy politycznych. Podczas manifestacji patriotycznych wraz z innymi entuzjastkami przeprowadziła akcję zbiórki pieniężnej dla ofiar i ich rodzin masakry w Warszawie w 1861. W latach 1863–1864 brała udział w organizacji czerwonych i udzielała schronienia naczelnikowi miasta, Waszkowskiemu. W tym czasie była również czynna w akcji opieki nad rannymi powstańcami. Pochowana na Starych Powązkach w Warszawie. Na jej grobie znajduje się inskrypcja "Czem była dla rodziny, dla przyjaciół, dla nieszczęśliwych, Jaką była, obywatelką i chrześcijanką wiedzą i nie zapomną wszyscy ci, którym przyświecała sercem, rozumem, życiem."

## Literatura
- Mieczysława Romankówna, Gosselin Emilia (1815-1864), Polski Słownik Biograficzny, t. 8, s. 357